# Lanier megye
Lanier megye az Amerikai Egyesült Államokban, azon belül Georgia államban található. Megyeszékhelye és legnagyobb városa Lakeland. Lakosainak száma 9877 fő (2020. április 1.). Lanier megye Atkinson, Echols, Clinch, Lowndes és Berrien megyékkel határos.

## Népesség
A megye népességének változása:
| Lakosok száma | 10 099 | 10 475 | 10 458 | 10 408 | 10 312 | 9877 |
|               | 2010   | 2011   | 2012   | 2013   | 2015   | 2020 |